# Municipio de Venice (Illinois)
El municipio de Venice (en inglés, Venice Township) es un municipio del condado de Madison, Illinois, Estados Unidos. Tiene una población estimada, a mediados de 2021, de 4631 habitantes.

## Geografía
Está ubicado en las coordenadas 38°42′47″N 90°10′14″O / 38.71306, -90.17056. Según la Oficina del Censo de los Estados Unidos, tiene una superficie total de 36.7 km², de la cual 28.0 km² corresponden a tierra firme y 8.7 km² son agua.

## Demografía
Según el censo de 2020, en ese momento había 4695 personas residiendo en la zona. La densidad de población era de 167.7 hab./km². El 74.91% de los habitantes eran afroamericanos, el 18.85% eran blancos, el 0.34% eran amerindios, el 0.28% eran asiáticos, el 0.02% era isleño del Pacífico, el 1.83% eran de otras razas y el 3.77% eran de una mezcla de razas. Del total de la población, el 3.60% eran hispanos o latinos de cualquier raza.